# 켄터키 서러블레이즈
| 켄터키 서러블레이즈 | |
| 콘퍼런스            | 남부 콘퍼런스 (1996년~1997년) 서부 콘퍼런스 (1997년~2001년)                                                                       |
| 디비전              | 미드-애틀랜틱 디비전 (1996년~2000년) 사우스 디비전 (2000년~2001년)                                                                |
| 설립연도            | 1996년 |
| 해체연도            | 2001년 |
| 역사                | 켄터키 서러블레이즈 (1996년~2001년) 클리블랜드 배런스 (2001년~2006년) 우스터 샤크스 (2006년~2015년) 산호세 바라쿠다 (2015년~현재) |
| 경기장              | 럽 아레나 |
| 연고지              | 켄터키주 렉싱턴 |
| 상징색              | 진자주색, 초록, 하양 |
| 구단주              | |
| 단장                | |
| 감독                | |
| NHL 제휴            | |
| ECHL 제휴           | |
| 정규시즌 우승       | |
| 콘퍼런스 우승       | |
| 디비전 우승         | 2 (2000, 2001) |
| 칼더 컵             | |
| 영구 결번           | |

켄터키 서러블레이즈(Kentucky Thoroughblades)는 미국 켄터키주 렉싱턴을 연고지로 하는 1996년부터 2001년까지 AHL 소속되었던 아이스 하키팀이다.
2001년 연고지를 오하이오주 클리블랜드 (클리블랜드 배런스)로 이전했다.

## 역대 홈경기장
| 켄터키 서러블레이즈 |               |          |                 |      |
| 경기장              | 사용기간      | 수용인원 | 장소            | 비고 |
| 럽 아레나           | 1996년~2001년 | 10,011명 | 켄터키주 렉싱턴 | 빈칸 |